# Aniceto Arce (provins)

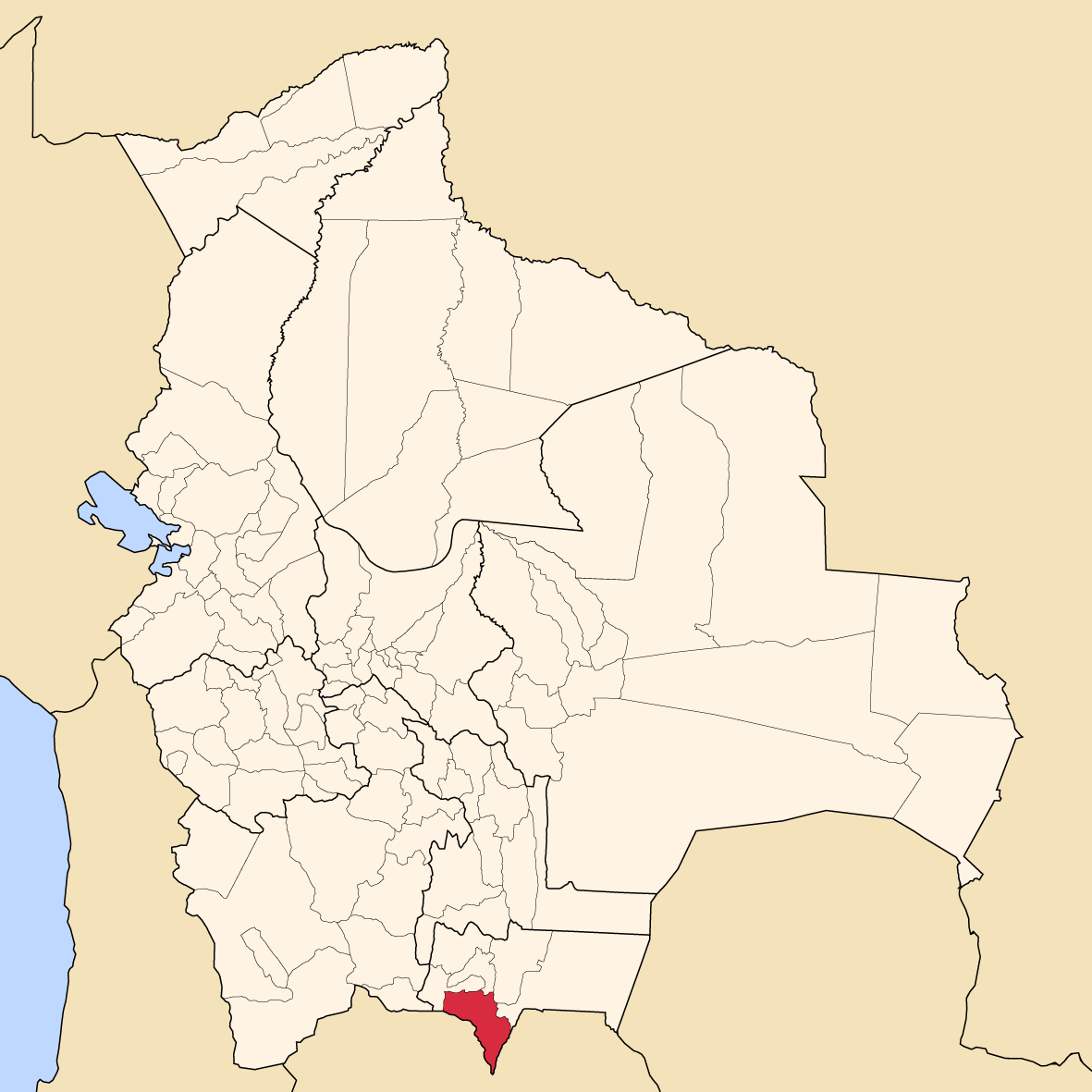
Provinsens läge i Bolivia

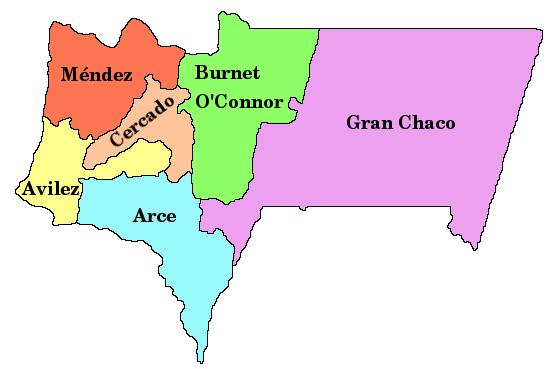
Provinser i Tarija

Aniceto Arce är en provins i departementet Tarija i Bolivia. Den administrativa huvudorten är Padcaya.